# Wistki
Wistki – część wsi Witkowice w Polsce położona w województwie podkarpackim, w powiecie stalowowolskim, w gminie Radomyśl nad Sanem.
W latach 1975–1998 Wistki administracyjnie należały do województwa tarnobrzeskiego.